# Estroma d'iris
Estroma de l'iris és una capa frirovascular de teixit. És la capa superior de l'iris de l'ull.

## Estructura
L'estroma és un delicat entrellaçament de fibres. Alguns cercles de la circumferència de l'iris i la majoria irradien cap a la pupil·la. Els vasos sanguinis i els nervis s'intercalen en aquesta xarxa.
En els ulls foscos, l'estroma sovint conté grànuls de pigment. Als ulls blaus i als ulls dels albins, en canvi, els manca el pigment.
L'estroma connecta el múscul a un esfínter muscular (esfínter de la pupil·la), que contracta la pupil·la en un moviment circular, i un conjunt de músculs dilatadors (dilatador de la pupil·la,dilator pupillae), que empeny l'iris radialment per a fer més gran la pupil·la. La superfície posterior està coberta per una freqüència, fortament pigmentada epitelial.